# Park (biograf)

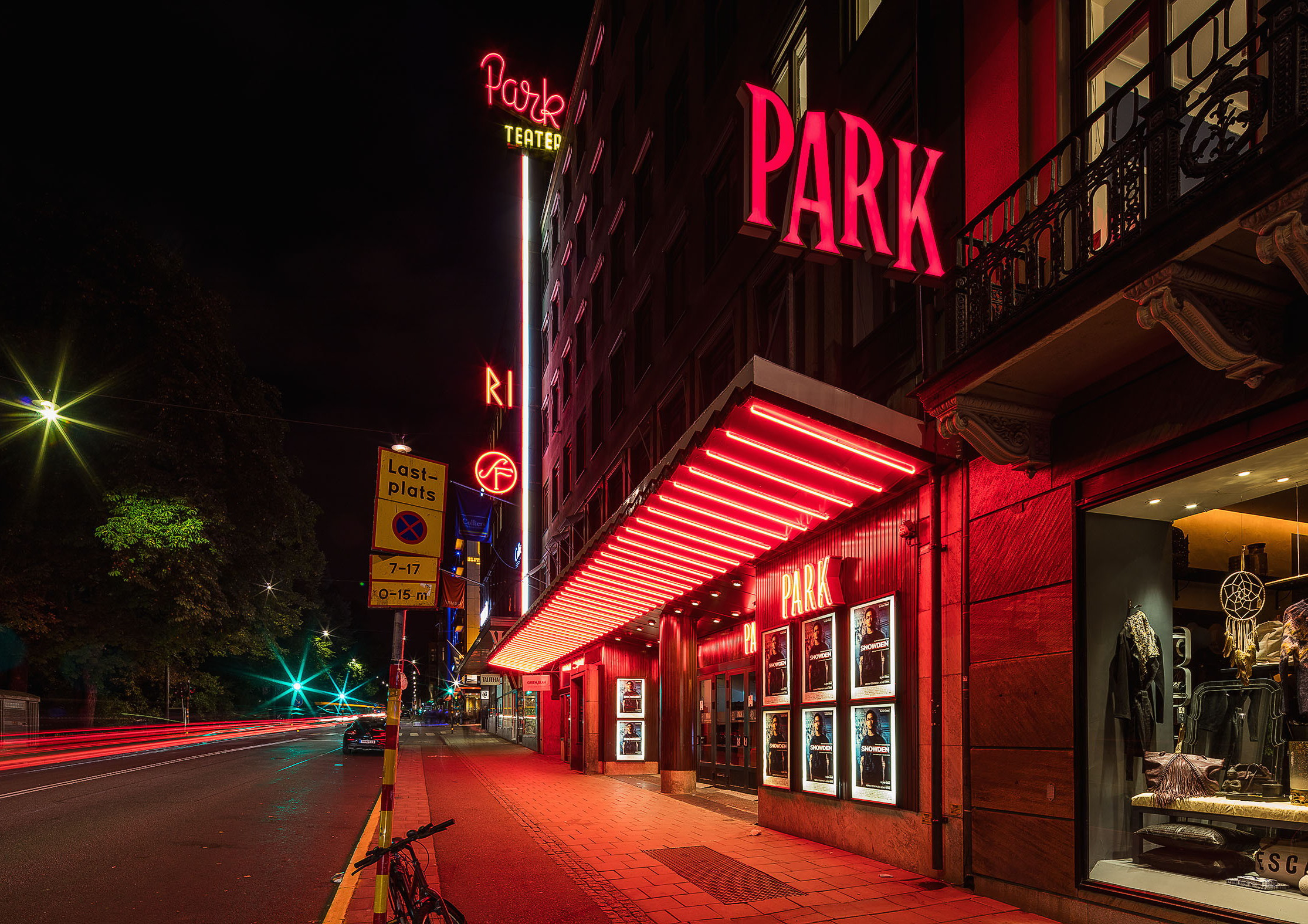
Park Teaterns entré från Sturegatan, 2016.

Park, ursprungligen Park-teatern, är en biograf vid Sturegatan 18, i Stockholm. Den första filmvisningen ägde rum 21 november 1941 och idag fungerar Park som evenemangsbiograf och eventlokal för filmfestivaler, konferenser och återkommande öppna filmvisningar. Park-teatern anses vara en av Stockholms mest välbevarade biografer från biografernas blomstringstid.

## Historik

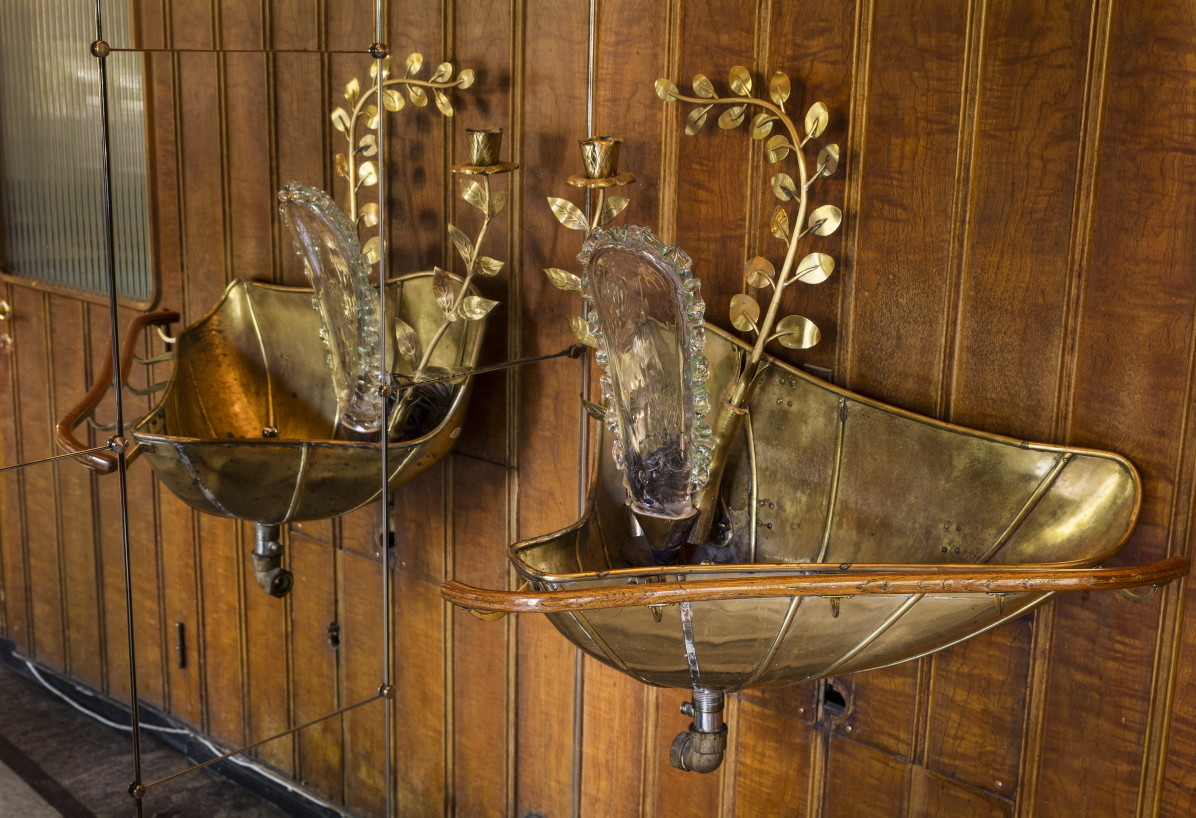
Parks dricksfontän.

Biografen ritades av arkitekt Björn Hedvall. Vid invigningen 21 november 1941 uppgavs att neonskyltanläggningen var Europas största med en neonrörslängd av 300 meter. Dessutom finns en neonbelysning som löper vertikalt längs husets fasad och avsluts med biografens namn i takets höjd. 
Salongen hade ursprungligen 923 platser, varav 255 fanns på balkongen, 2009 var antalet totalt 711 platser. Idag har biografen 707 platser. Formellt ägdes biografen av Park Teatern AB, men har alltid varit under drift av Ri-Teatrarna fram till 1983 då Europafilms arrenderade filmteatern. Mellan 1984 och 2017 drevs biografen av SF Bio AB. Park användes då främst till konferenser, specialarrangemang som filmfestivaler och galavisningar men är även vid större filmer öppet som allmän biograf. Idag fungerar Biografen Park som eventlokal och live-scen med enstaka öppna biovisningar. 

### Ej genomförd ombyggnad
I början av 2000-talet fanns idéer att göra om den klassiska bion till restaurang och konferensanläggning. I maj 2003 sade Länsstyrelsen i Stockholms län nej till alla sådana planer. Som grund anförde Länsstyrelsen den antikvariska förundersökning som gjorts. I den sägs att Park har ett mycket stort kulturhistoriskt och arkitektoniskt värde men också ett kontinuitetsvärde: "Sammantaget förstärks dessa värden av att biografen i dag är ovanlig på grund av att den är så väl bevarad och dessutom sällsynt i sin egenskap av singelbiograf. Inredningen uppvisar dessutom en hantverksmässig kvalitet som numera är svår att uppbringa."

## Lysande skylt
Parkteaterns klassiska neonreklam nominerades till Lysande skylt 2016. Juryns motivering löd: 
Elegant löper biografen Parks vitröda ljuslinje tätt intill fasaden vertikalt från gatan upp till hustaket. Därifrån ljuspryder skylten Park Teater Sturegatan sedan 1941. Park är en pärla, numera också snudd på unik med sin stora biosalong och 707 sittplatser, en singelbiograf.

## Historiska bilder

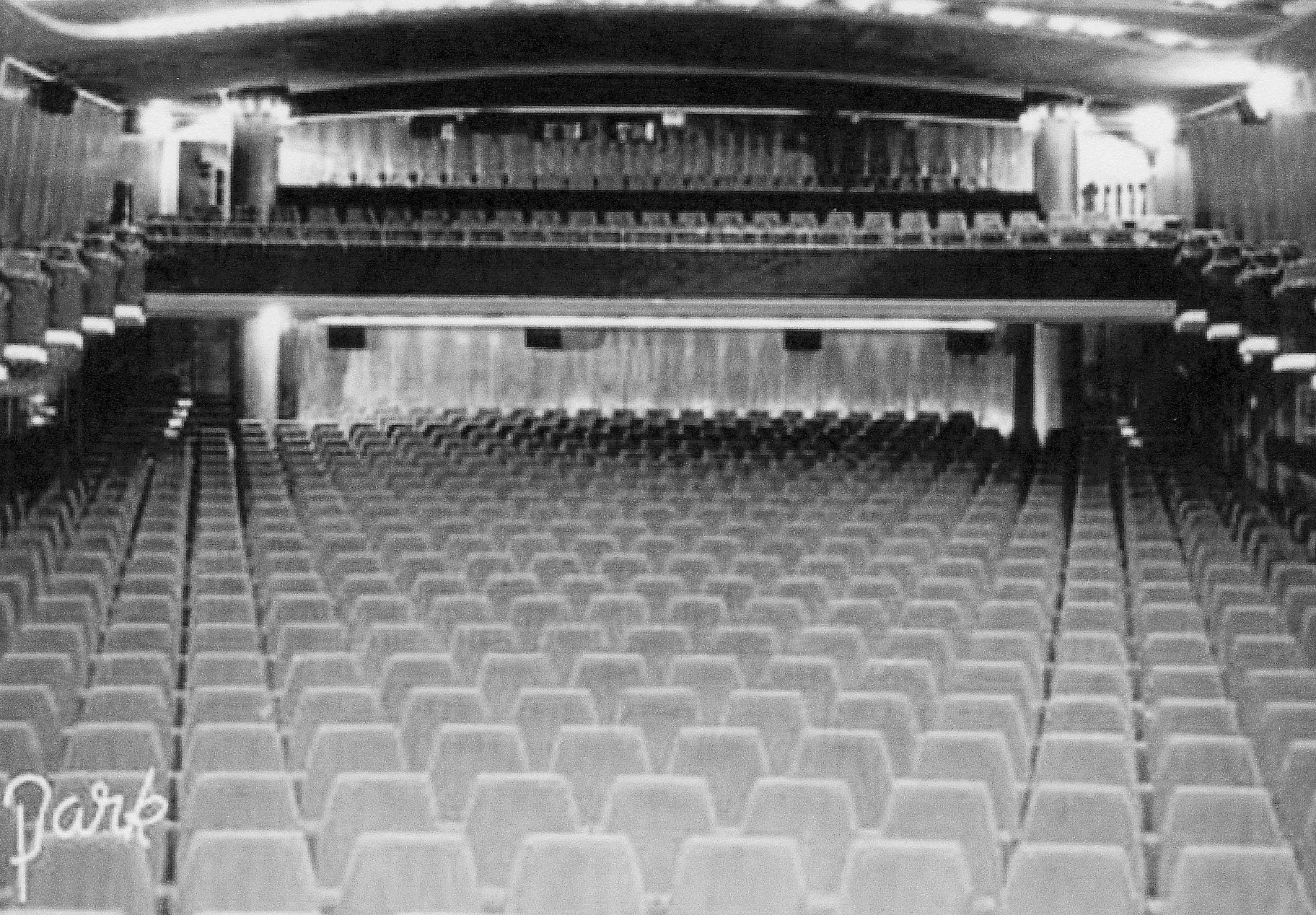
"Parks" originalsalong från 1940-talet
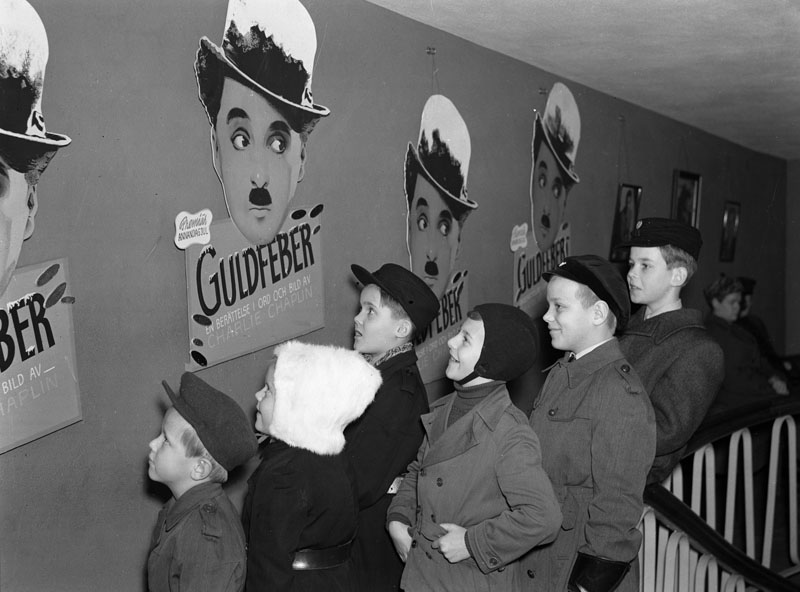
Charlie Chaplinfilmen Guldfeber på "Park" 27 december 1942
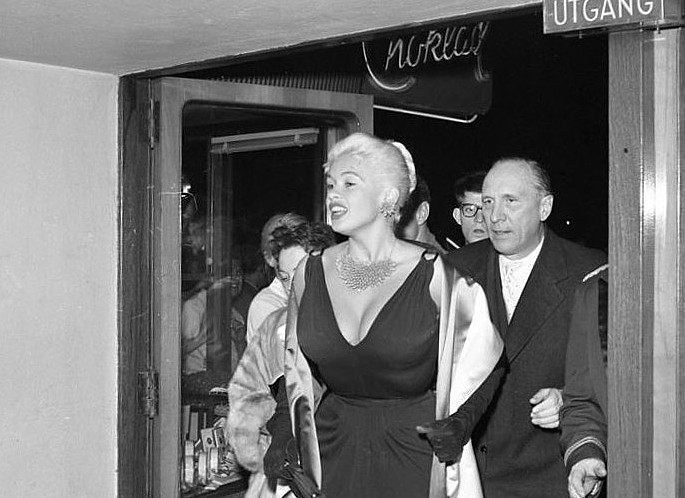
Jayne Mansfield besöker "Park" 1957
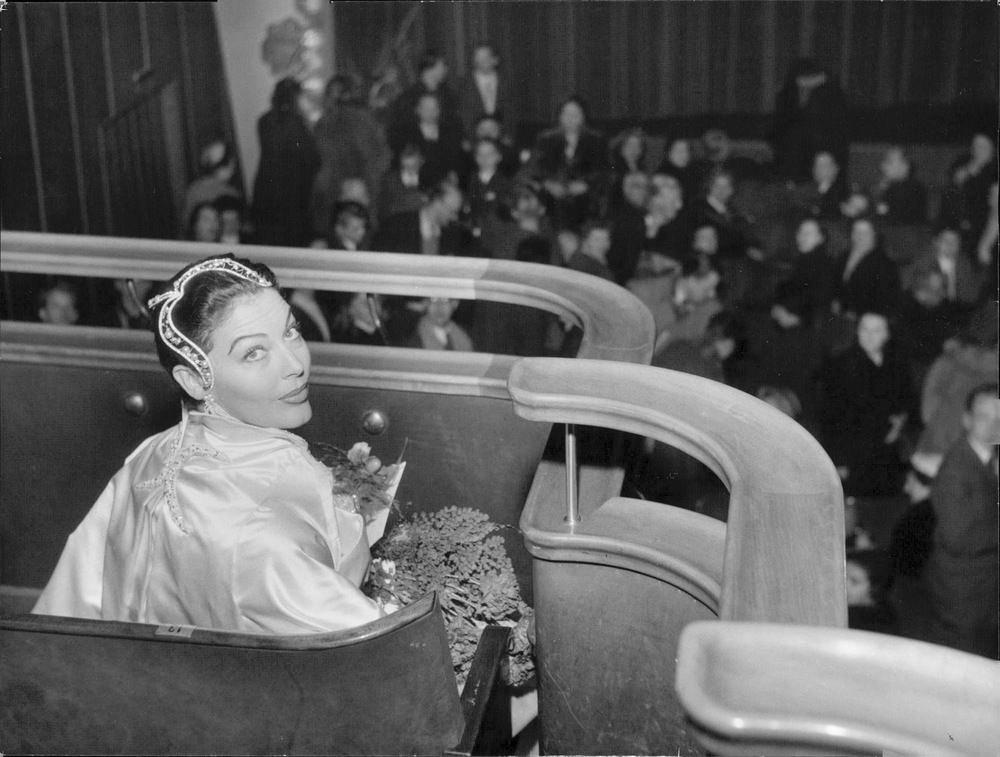
Ava Gardner besöker "Park" 1954

## Nutida bilder

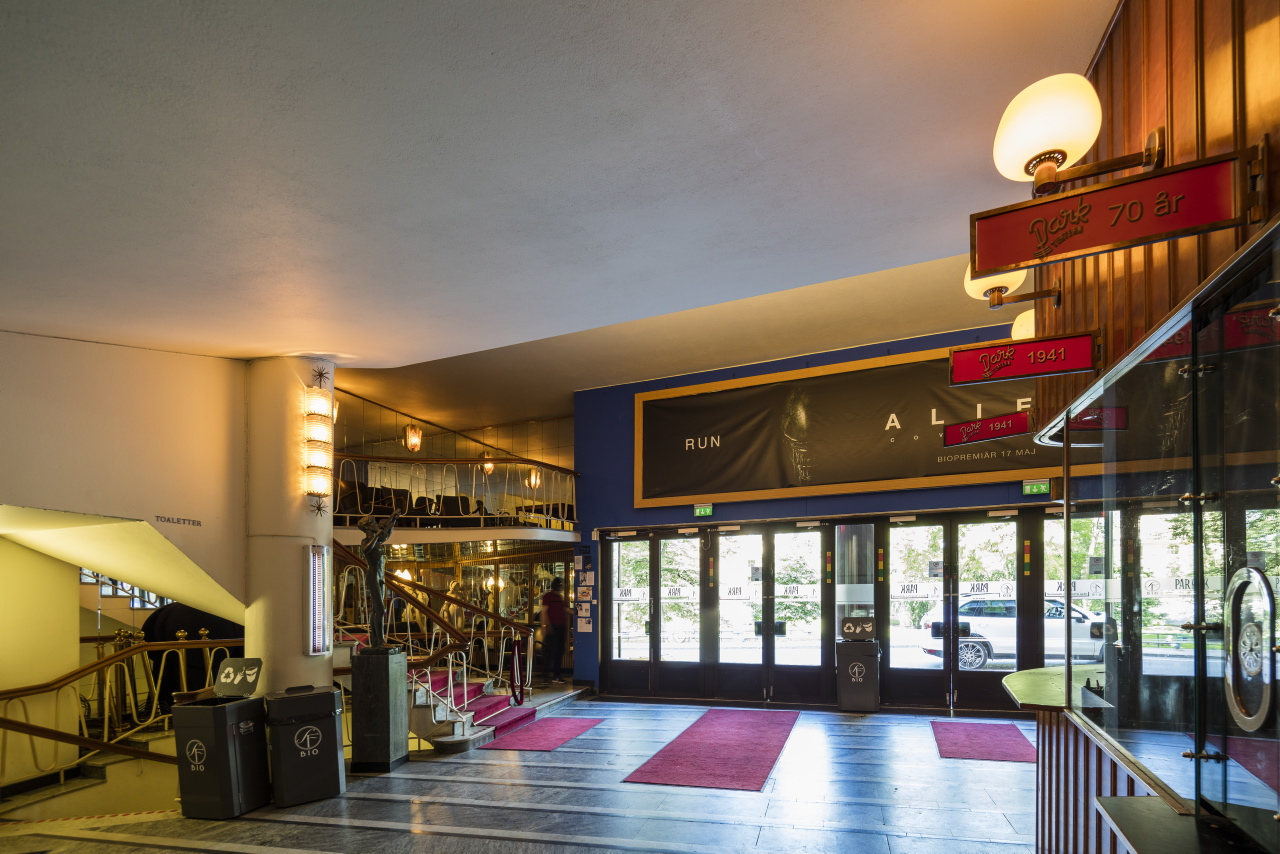
Foajén.
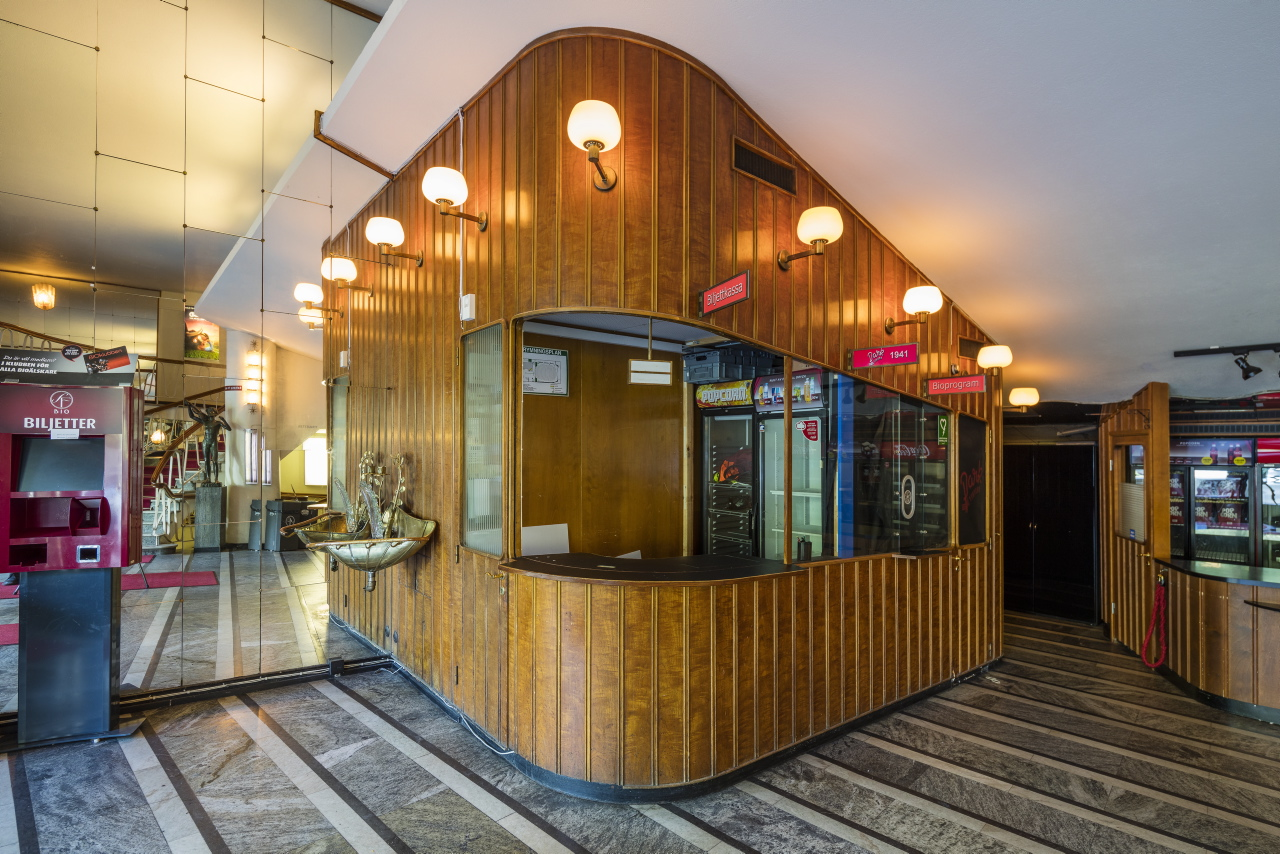
Biljettkiosken i foajén.
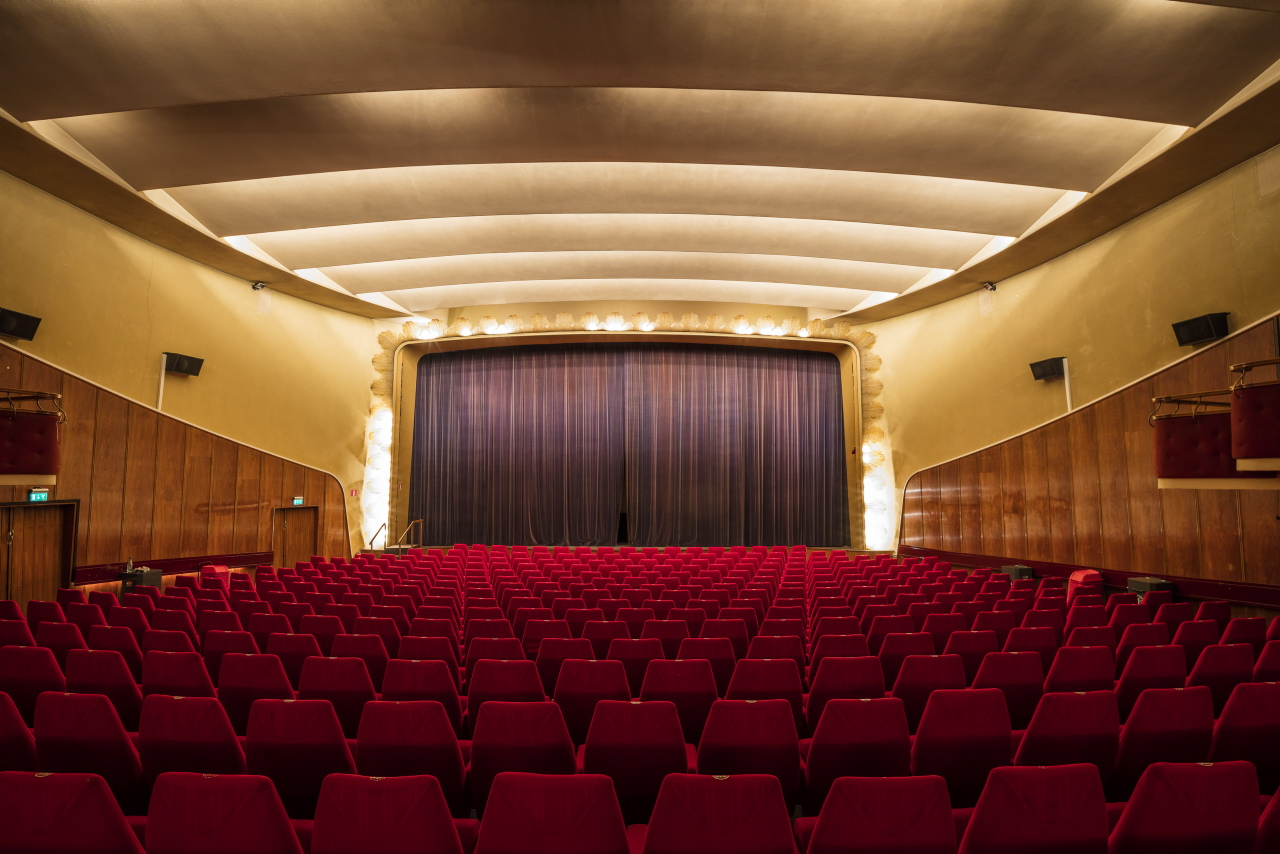
Salongen.
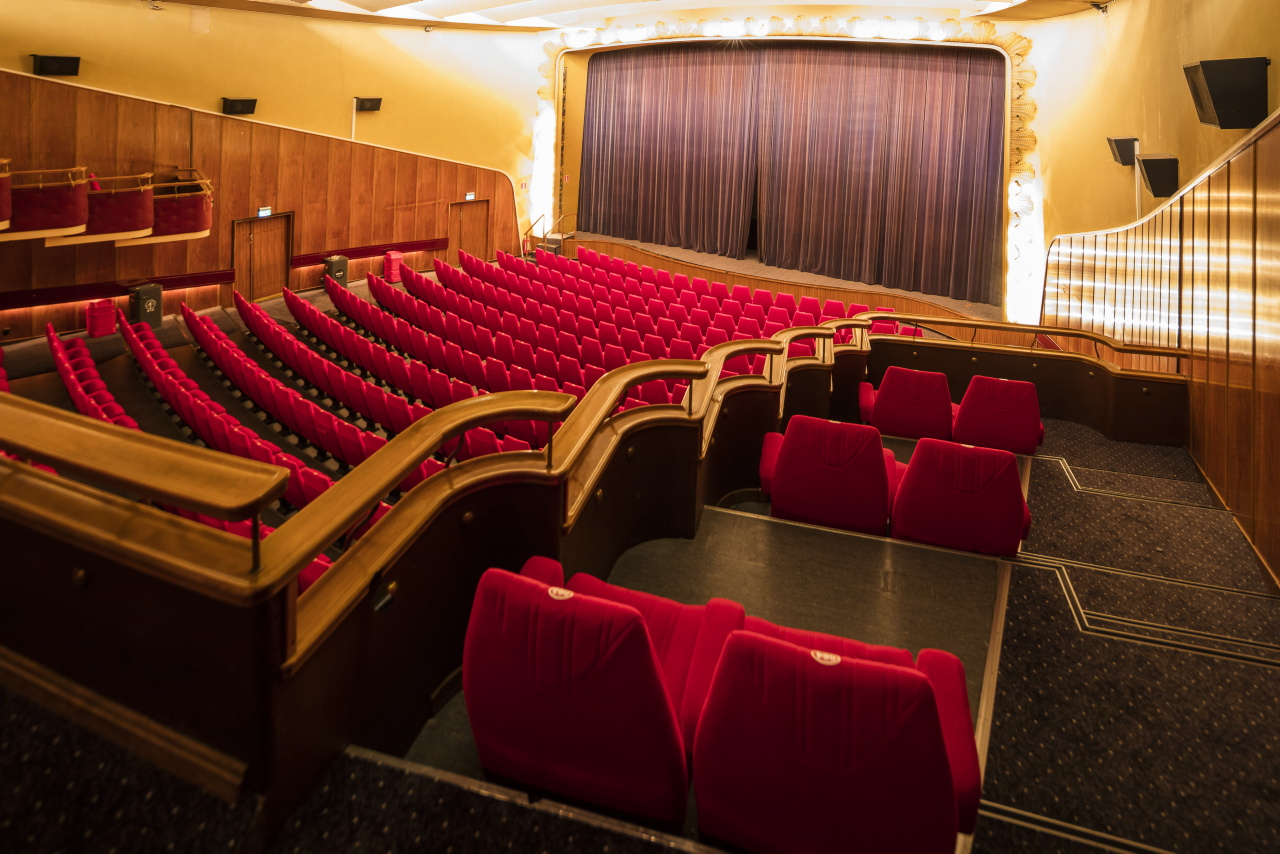
Salongen från balkongen.